# Épisodes de Roadies
Cet article présente le guide des épisodes de la série télévisée américaine Roadies.

## Généralités
- Aux États-Unis, la saison a été diffusée du 26 juin 2016 au 28 août 2016 sur Showtime.
- Au Canada, elle a été diffusée en simultanée sur The Movie Network.

## Distribution

### Acteurs principaux
- Luke Wilson : Bill
- Carla Gugino : Shelli
- Imogen Poots : Kelly Ann
- Rafe Spall : Reg Whitehead
- Keisha Castle-Hughes : Donna Mancini
- Peter Cambor : Milo
- Colson Baker : Wes

### Acteurs récurrents
- Catero Alain Colbert : Tom Staton
- Rainn Wilson : Bryce Newman
- Christopher Backus : Rick

### Acteurs invités
- Ron White : Phil (épisode 1)
- Luis Guzmán : Gooch (épisode 1)
- Jacqueline Byers : Natalie Shin (épisode 1)
- Branscombe Richmond : Puma (épisode 1)
- Finesse Mitchell (en) : Harvey (épisode 1)
- Tanc Sade (en) : Christopher House (épisode 1)
- Ping Wu : Ron Bank (épisode 1)

## Épisodes

### Épisode 1: Le grand cirque de la vie (Life is a Carnival)
- États-Unis /  Canada : 26 juin 2016 sur Showtime[1] / The Movie Network[2]
- Québec : 5 novembre 2016 sur Super Écran
- France : 8 octobre 2018 sur TF1 Séries Films

- États-Unis : 348 000 téléspectateurs[3] (première diffusion)

- Luis Guzmán (Gooch)
- Jacqueline Byers (Natalie Shin)
- Tanc Sade (en) (Christopher House)
- Branscombe Richmond (Puma)
- Finesse Mitchell (en) (Harvey)
- Ron White (Phil)
- Ping Wu (Ron Bank)
- The Head and the Heart (en) (Groupe de musique)

### Épisode 2: Qu'est ce que Phil ferait? (What Would Phil Do?)
- États-Unis /  Canada : 3 juillet 2016 sur Showtime / The Movie Network
- Québec : 12 novembre 2016 sur Super Écran
- France : 8 octobre 2018 sur TF1 Séries Films

- États-Unis : 353 000 téléspectateurs[4] (première diffusion)

### Épisode 3: La lettre de Bryce Newman (The Bryce Newman Letter)
- États-Unis /  Canada : 10 juillet 2016 sur Showtime / The Movie Network
- Québec : 19 novembre 2016 sur Super Écran
- France : 8 octobre 2018 sur TF1 Séries Films

- États-Unis : 329 000 téléspectateurs[5] (première diffusion)

### Épisode 4: La ville dont on ne doit pas prononcer le nom (The City Whose Name Must Not Be Spoken)
- États-Unis /  Canada : 17 juillet 2016 sur Showtime / The Movie Network
- Québec : 26 novembre 2016 sur Super Écran
- France : 8 octobre 2018 sur TF1 Séries Films

- États-Unis : 262 000 téléspectateurs[6] (première diffusion)

### Épisode 5: Famille et amis (Friends and Family)
- États-Unis /  Canada : 24 juillet 2016 sur Showtime / The Movie Network
- Québec : 3 décembre 2016 sur Super Écran
- France : 8 octobre 2018 sur TF1 Séries Films

- États-Unis : 291 000 téléspectateurs[7] (première diffusion)

### Épisode 6: Ainsi va la vie (Longest Days)
- États-Unis /  Canada : 31 juillet 2016 sur Showtime / The Movie Network
- Québec : 10 décembre 2016 sur Super Écran
- France : 15 octobre 2018 sur TF1 Séries Films

- États-Unis : 242 000 téléspectateurs[8] (première diffusion)

### Épisode 7: La saison des tapis (Carpet Season)
- États-Unis /  Canada : 7 août 2016 sur Showtime / The Movie Network
- Québec : 17 décembre 2016 sur Super Écran
- France : 15 octobre 2018 sur TF1 Séries Films

- États-Unis : 310 000 téléspectateurs[9] (première diffusion)

### Épisode 8: Un long voyage (The All Night Bus Ride)
- États-Unis /  Canada : 14 août 2016 sur Showtime / The Movie Network
- Québec : 24 décembre 2016 sur Super Écran
- France : 15 octobre 2018 sur TF1 Séries Films

- États-Unis : 286 000 téléspectateurs[10] (première diffusion)

### Épisode 9: Un concert d'entreprise (The Corporate Gig)
- États-Unis /  Canada : 21 août 2016 sur Showtime / The Movie Network
- Québec : 31 décembre 2016 sur Super Écran
- France : 15 octobre 2018 sur TF1 Séries Films

- États-Unis : 345 000 téléspectateurs[11] (première diffusion)

### Épisode 10: Dernier concert (The Load Out)
- États-Unis /  Canada : 28 août 2016 sur Showtime / The Movie Network
- Québec : 7 janvier 2017 sur Super Écran
- France : 15 octobre 2018 sur TF1 Séries Films

- États-Unis : 308 000 téléspectateurs[12] (première diffusion)

- Eddie Vedder
- Jim James
- Nicole Atkins
- Jackson Browne
- Robyn Hitchcock
- Gary Clark, Jr.
- Lucius (en)